# Mummie di Borremose
Le Mummie di Borremose è il nome collettivo dato a tre mummie di palude rinvenute nella torbiera di Borremose sita nell'Himmerland, in Danimarca. I corpi, appartenenti a un uomo e a due donne, furono recuperati tra il 1946 e il 1948 e datati all'età del bronzo scandinava. Da notare che nelle vicinanze del sito di rinvenimento delle mummie era stato scoperto, nel 1891, il manufatto celtico noto come Calderone di Gundestrup.

## Uomo di Borremose
56°47′23″N 9°34′11″E - Luogo del rinvenimento del corpo.

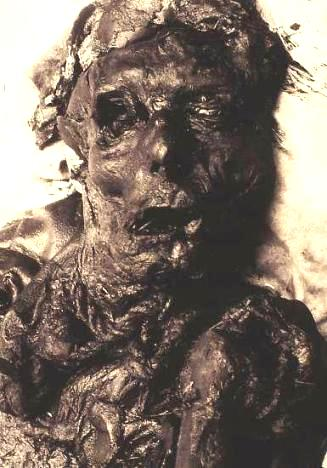
Foto dell'uomo di Borremose scattata nel 1946.

Nel 1946 alcuni scavatori di torba rinvennero il corpo di un uomo mentre stavano lavorando nella parte più meridionale della torbiera di Borremose. In un primo tempo si pensò che il corpo appartenesse alla vittima di un omicidio e solo successivamente fu chiarita la sua reale natura. Il corpo fu rinvenuto alla profondità di mezzo metro, sotto uno strato di bastoncini di betulla. L'uomo era nudo mentre, al suo fianco, giacevano due cappotti in pelle di pecora e un berretto in tessuto. L'analisi forense del cadavere stimò che l'uomo in vita era alto circa 1,55 m e la datazione al radiocarbonio fissò la data della morte attorno al 700 a.C.. Il corpo giaceva nel terreno con avvolto, attorno al collo, un cappio di corda lungo 36 cm, fatto che indicava una morte avvenuta per strangolamento. Tuttavia, l'esame del corpo ha rivelato anche un colpo mortale nella parte posteriore del cranio e una frattura del femore destro.

## Borremose II
56°47′36″N 9°34′55″E - Luogo del rinvenimento del corpo.

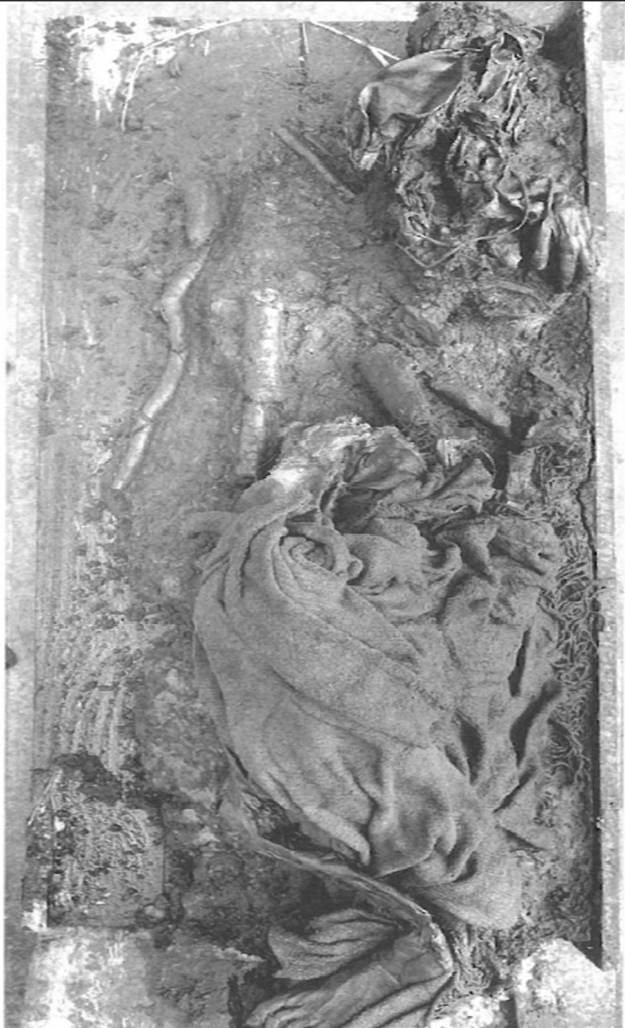
Borremose II

Nel 1947 venne scoperta una seconda mummia nella palude di Borremose, a circa un chilometro di distanza dall'Uomo di Borremose. Si suppone che il cadavere appartenga a una donna, anche se lo stato di conservazione non permette una precisa identificazione. Anche questo corpo fu rinvenuto al di sotto di uno strato di bastoncini di betulla. Il cadavere giaceva in posizione prona ed era adagiato su uno strato di corteccia, anch'essa di betulla. La parte superiore del corpo era nuda, mentre l'inferiore era coperta con indumenti di lana. Attorno al collo fu rinvenuto un laccio di cuoio adornato con delle perline di ambra e con una targa di bronzo. Il cranio era schiacciato mentre una frattura si nota sotto il ginocchio destro. Nelle vicinanze del corpo furono scoperte delle ossa di bambino e un vaso di ceramica. A causa del cattivo stato di conservazione della mummia non fu possibile eseguire ulteriori studi. Una successiva datazione al radiocarbonio indicò come data della morte il 400 a.C..

## Donna di Borremose
56°47′40″N 9°34′32″E - Luogo del rinvenimento del corpo.

Nel 1948 fu scoperto il corpo di un'altra donna (conosciuta come Borremose III o Donna di Borremose) a circa 400 m di distanza dall'Uomo di Borremose. Al momento della morte la donna doveva avere tra i 20 e i 35 anni. La mummia fu rinvenuta a faccia in giù, il corpo avvolto in un abito di lana. I capelli e il cuoio capelluto erano distaccati da un lato del cranio e si suppose che il danno fosse stato arrecato dalle pale degli scavatori di torba. Il cranio e il viso erano schiacciati e il deterioramento del collo non permise di appurare se la donna fosse stata strangolata. Un successivo riesame dimostrò che il danno al teschio risaliva a molto dopo la morte, causato dalla pressione della torba e dalla demineralizzazione delle ossa. La datazione al radiocarbonio ha indicato come periodo della morte il 700 a.C., con un'incertezza di più o meno 100 anni.

Nel 1984 fu eseguito un nuovo studio sul corpo da Andersen e Geert Inger e Elisabeth Munksgaard del Museo nazionale di storia naturale della Danimarca (Statens Naturhistoriske Museum), di Copenaghen. Il loro lavoro confermò che i danni al cuoio capelluto non erano stati inflitti da vivi ma non furono in grado di stabilire la causa della morte della donna.